# Takuma Asano
Takuma Asano (Komono, 10. studenog 1994.) japanski je nogometaš koji igra na poziciji napadača. Trenutačno igra za Mallorcu.

## Vanjske poveznice
- National Football Teams